# PA-322
A  PA-322 é uma rodovia brasileira do estado do Pará. Essa estrada intercepta a BR-316 em sua extremidade norte; a PA-124 no município de Bonito; e a BR-010 em sua extremidade sul.
Está localizada na região nordeste do estado, atendendo aos municípios de Capanema, Bonito e São Miguel do Guamá. 